# Jaime Pizarro
Jaime Augusto Pizarro Herrera (ˈχaime awˈɡwsto piˈθarrɔ ɛˈrrera; Santiago del Cile, 2 marzo 1964) è un politico, allenatore di calcio ed ex calciatore cileno, di ruolo centrocampista. Dal marzo del 2023 è Ministro dello Sport nel governo di Gabriel Boric, mentre precedentemente è stato anche sottosegretario all'Istituto nazionale dello sport cileno, in sostituzione del dimissionario Ricardo Vorpahl. È tra i giocatori con più presenze con la maglia della nazionale di calcio cilena.

## Biografia
Suo figlio Vicente ha intrapreso anch'egli la carriera di calciatore.

## Carriera

### Club
Uscito dal sistema giovanile del Colo-Colo, debutta il 7 marzo 1982 in amichevole contro l'Olimpia Asunción. Gioca con il Colo-Colo fino al 1993 vincendo 6 campionati, 5 coppe e 3 titoli internazionali, tra cui la Copa Libertadores.
In seguito si trasferisce all'Argentinos Juniors in Argentina e al Barcelona Sporting Club di Guayaquil, in Ecuador. Tornato al Colo-Colo per un breve periodo, nel 1994 si trasferisce in Messico, al Tigres de la U.A.N.L. dove milita fino al 1995. Il suo ritorno in Cile avviene nel 1996 al Palestino; termina la carriera con la maglia dell'Universidad Católica, con la quale vince un titolo nel 1997.

### Nazionale
Con la nazionale di calcio del Cile debutta il 6 maggio 1986 contro il Brasile. Conta 53 presenze con il Cile e ha disputato la finale di Copa América 1987.

### Allenatore
La prima squadra allenata da Pizarro è il Colo-Colo, che porta alla vittoria di due campionati nazionali
Dopo l'esperienza nella squadra della capitale, ha guidato l'Audax Italiano e il Palestino, salvando quest'ultimo dalla retrocessione nel 2006.

## Politica
Il 30 luglio 2007 il presidente del Cile Michelle Bachelet ha nominato Jaime Pizarro sottosegretario del Chiledeportes, il ministero dello sport cileno, dopo le dimissioni di Ricardo Vorpahl; l'incarico è terminato il 17 novembre 2009.

## Palmarès

### Giocatore

#### Club

##### Competizioni nazionali
- Campionato cileno: 7

Colo Colo: 1983, 1986, 1989, 1990, 1991, 1993
Universidad Catolica: 1997
- Coppa del Cile: 5

Colo Colo: 1982, 1985, 1988, 1989, 1990

##### Competizioni internazionali
- Coppa Libertadores: 1

Colo Colo: 1991
- Coppa Interamericana: 1

Colo Colo: 1991
- Recopa Sudamericana: 1

Colo Colo: 1992

#### Individuale
- Calciatore cileno dell'anno: 2

1987, 1988